# Lucky Ranku
Lucas Madumetja „Lucky“ Ranku (* 1941 in Lady Selborne, Pretoria; † 5. November 2016 in Manchester) war ein südafrikanischer Gitarrist, der in Großbritannien lebte.

## Leben und Wirken
Ranku wuchs in Mamelodi auf und wurde 1965 als Nachfolger von Philip Tabane Gitarrist der Malombo Jazz Makers (die außer ihm noch aus dem Bläser Abey Cindi und dem Schlagzeuger Julian Bahula bestand). Er blieb in der Band bis 1975, als die Gruppe Benefiz-Konzerte für die South African Student’s Organisation von Steve Biko spielte und daher von Seiten des Apartheidregimes als unerwünscht eingestuft wurde. Mit Unterstützung Bahulas verließ er im selben Jahr das Land, wobei er seinen Sohn zurücklassen musste. Er emigrierte nach Großbritannien, wo er in einer Wohnung mit Thabo Mbeki wohnte. Er fand Arbeit in Bahulas Band Jabula, arbeitete aber auch mit Dudu Pukwanas Zila und mit Mike Oldfield (Ommadawn, 1975, Incantations, 1978). 1983 spielte er beim Londoner Geburtstagskonzert für Nelson Mandela mit Hugh Masekela.
In den nächsten Jahren leitete er den African National Congress Choir. In Deutschland trat er mit Chris McGregor (Open Ohr Festival 1986) sowie mit Harry Beckett und Makaya Ntshoko auf. Er schrieb die Musik zu dem Film A Solitary Confinement und trug auch zu Jonas Gwangwas Musik von Cry Freedom bei. Weiterhin arbeitete er mit dem London Gospel Choir und den African Jazz Allstars (zu denen auch Pinise Saul und Claude Deppa gehören). Mit Saul leitete er die Band Township Express. 2001 trat er mit David Murrays M’Bizo-Projekt und dem World Saxophone Quartet auf dem Moers Festival auf. Mit den Gitarristen Kari Bannerman (Ghana) und Abdul Tee-Jay (Sierra Leone) spielte er im Ensemble African Guitar Masters. Er hat weiterhin mit Winston Mankunku, mit Gail Thompson, mit Nana Tsiboe und mit Dick Heckstall-Smith aufgenommen.
Ranku war als Musikdozent am Leeds College of Music tätig und lebte zuletzt mit seiner Tochter Onica in Manchester. Nachdem er bis 2014 auf der Bühne gestanden hatte, erlaubte ihm das später seine Gesundheit nicht mehr.

## Diskographische Hinweise
- Jabula Let Us Be Free (1975 Virgin/Pläne)
- Chris McGregor and the South African Exiles Thunderbolt (1986, mit Pukwana, Saul, Johnny Dyani, Harry Beckett, Ernest Mothle, Gilbert Matthews)
- Township Express Fishbone (1998)